# RAP2A
La proteína Rap-2a relacionada con Ras (RAP2A) es una proteína que en humanos está codificada por el gen RAP2A. RAP2A es un miembro de la familia de proteínas relacionadas con el gen Ras. RAP2A es un miembro de la familia de proteínas relacionadas con Ras.

## Interacciones
Se ha demostrado que RAP2A interactúa con RUNDC3Un, RASSF5 y RALGDS.